# 25378 Erinlambert
25378 Erinlambert (tên chỉ định: 1999 TY197) là một tiểu hành tinh vành đai chính. Nó được phát hiện bởi dự án Nghiên cứu tiểu hành tinh gần Trái Đất Lincoln ở Socorro, New Mexico, ngày 12 tháng 10 năm 1999. Nó được đặt theo tên Erin Lambert, an American educator ở Tempe, Arizona.